# Röd grouper
Röd grouper (Epinephelus morio) är en art i familjen havsabborrfiskar som finns i västra Atlanten. 

## Utseende
Arten är en kraftigt byggd, långsträckt fisk med stora ögon, olikstora näsborrar, en ryggfena med 11 taggstrålar följda av 16 eller 17 mjukstrålar, en analfena med 3 taggstrålar och 8 till 10 mjukstrålar samt bröstfenor med 16 till 18 mjukstrålar. På ryggfenans främre, hårda del är 2:a taggstrålen längst, så fenpartiet liknar ett trekantigt segel. Hos mindre exemplar är stjärtfenans bakre kant konvex, men när de blir större, blir fenan tvärt avhuggen eller till och med något ingröpt. Kroppen, inklusive huvudet, är mörkt rödbrun till färgen, övergående till rödaktig eller skär mot undersidan, medan analfenan, stjärtfenan och den mjuka, bakre delen av ryggfenan är mörka på den bakre delen med en tunn, vit bakkant. Huvudet har några mörka prickar på nos och/eller kinder, medan kroppen ofta har oregelbundna ljusa till vita markeringar. Som mest kan arten bli 125 cm lång och väga över 23 kg, men den blir sällan så stor.

## Vanor
Den röda groupern är en bottenfisk; som vuxen vistas den framför allt över dy-, sand- eller klippbottnar, sällsynt kring korallrev, där de vanligen vilar på bottnen vid djup mellan 50 och 300 m. Ynglen föredrar sjögräsbäddar på grunt vatten och kustnära rev, medan de äldre ungfiskarna vistas vid korallrev på djup mellan 5 och 25 m, där de håller till under klippformationer och sprickor. Högsta konstaterade ålder är 25 år. Födan består av fisk och olika ryggradslösa djur.

### Fortplantning
Arten är hermafrodit med könsväxling, och börjar sitt liv som hona. Den blir könsmogen vid 4 till 6 års ålder, och byter kön till hane mellan 7 och 14 år. I östra Mexikanska golfen inträffar lektiden under januari till juni, med toppar under mars och maj, när vattnet har en temperatur vid 19 till 21 ºC. Under leken, som sker på ett djup mellan 20 och 90 m, kan honan lägga mellan 312 000 och 5,7 miljoner ägg beroende på storlek. Äggen är mindre än 1 mm; dessa, och de nykläckta larverna upp till en månads ålder, är pelagiska.

## Betydelse för människan
Den röda groupern är en ekonomiskt sett mycket betydelsefull matfisk, även om fångsterna har minskat påtagligt under senare år. Den är även föremål för sportfiske, och förekommer i offentliga akvarier.

## Status
Arten är klassificerad som nära hotad ("NT") av IUCN, och populationen minskar. Främsta orsaken är överfiske.

## Utbredning
Utbredningsområdet omfattar västra Atlanten från North Carolina i USA (med enstaka förekomster norrut till Massachusetts) över Mexikanska golfen, Bermuda och Västindien till södra Brasilien.